# Thomas Murner
Thomas Murner (n. 24 decembrie 1475 la Obernai - d. c. 1537 la Obernai) a fost un teolog franciscan și poet alsacian.
A scris poeme satirice, după modelul lui Sebastian Brant, de imaginație grotesc-alegorică, pe teme sociale, morale și religioase, îndreptate împotriva viciilor epocii și a Reformei.

## Scrieri
Pe lângă scrieri didactice și teologice se pot enumera și satirele:
- 1512: Die Narrenbeschwörung („Invocarea nebunilor”);
- 1512: Die Schelmenzunft („Breasla potlogarilor”);
- 1519: Die Gäuchmatt („Pajiștea nerozilor”);
- 1522: Von dem grossen Lutherischen Narren („Despre marele nebun luteran”).

În 1515 a publicat Vergilii Maronis dreyzehen Bücher von dem tewren Helden Enea, traducerea Eneidei lui Virgiliu.